# Aurelia Brădeanu
Aurelia Brădeanu (született: Stoica, Slatina, 1979. május 5. –) román válogatott kézilabdázó, irányító. A Győri Audi ETO KC volt tagja, 2017-es visszavonulása előtt a romániai CSM București játékosa. A Győri Audi ETO KC játékosaként közönség-kedvenc volt, tapasztalt játékossá vált és rendkívül sok góllal segítette a Rába-parti egyesületet. A magyar bajnokságban 155 meccsen 656 gól lőtt, Magyar Kupában 22 meccsen 84-szer volt eredményes, nemzetközi mérkőzéseken 80 alkalommal játszott, 323 gólt dobott. Ezzel a győri klub legeredményesebb idegenlégiósa.

## Személyes adatok
1992-ben Slatinában kezdett kézilabdázni. Nevelőedzője Kosma Gavril. Beceneve Mika, ami magyarul kicsit jelent.

## Edzői
Kosma Gavril, Maria Verigeanu, Aurelan Rosca, Bogdan Macovei, Tirca Mariana, Róth Kálmán, Konkoly Csaba

## Legjobb eredményei
- 1998 – Ifi Európa-bajnokság I. hely, junior bajnok a Vâlcea csapatával
- 1999 – Ifi világbajnokság I. hely, felnőtt világbajnokság IV. hely
- 2000 – felnőtt Európa-bajnokság IV. hely
- 1998, 1999, 2001, 2002 – felnőtt bajnok és román kupagyőztes a Vâlcea csapatával
- 2002 – KEK-döntős
- 2003 – felnőtt bajnok a Rapid București csapatával
- 2004 – román kupagyőztes a Rapid București csapatával

Győri Audi ETO KC játékosaként
- 2005, 2006, 2008, 2009, 2010, 2011 - magyar bajnok
- 2007 - bajnoki ezüstérmes
- 2005, 2006, 2007, 2008, 2010, 2011 - magyar kupa győztes
- 2005 - EHF-kupa döntős
- 2005 – felnőtt világbajnokság II. hely
- 2006 - KEK döntős
- 2007, 2008, 2010, 2011 - BL elődöntős
- 2009 - BL döntős

A CSM Bucureștivel:
- 2014, 2015- bajnok
- 2016- Női EHF-bajnokok ligája győztes